# Siegmar Döpp
Siegmar Döpp (* 10. Dezember 1941 in Marburg) ist ein deutscher Klassischer Philologe.

## Leben und Werk
Döpp besuchte das Gymnasium Philippinum Marburg und studierte ab 1961 Klassische Philologie und Germanistik an den Universitäten Frankfurt am Main, Marburg und München, wo er im Juli 1968 bei Carl Becker zum Dr. phil. promoviert wurde. Anschließend lehrte er als Verwalter einer Assistentenstelle, Assistent und Oberassistent (ab 1977) am Münchener Seminar für Klassische Philologie, wo er unter anderem mit der Abhaltung von griechischen und lateinischen Stilübungen beauftragt war. Am 19. Februar 1977 habilitierte sich Döpp in München bei Werner Suerbaum für Klassische Philologie und wurde am 1. September 1980 zum C2-Professor ernannt. Im Sommersemester 1984 vertrat er einen Lehrstuhl an der Universität Tübingen.
Zum Sommersemester 1987 folgte Döpp einem Ruf der Ruhr-Universität Bochum auf eine C4-Professur. Von 1991 bis 1993 war er Prodekan, von 1993 bis 1995 Dekan der Fakultät für Philologie. Zum Sommersemester 1995 wechselte er an die Universität Göttingen, wo er bis zu seiner Pensionierung (1. April 2007) lehrte. Während dieser Zeit war er unter anderem Göttinger Vertrauensdozent des Evangelischen Studienwerkes Villigst. 1997 wählte ihn die Akademie der Wissenschaften zu Göttingen zum ordentlichen Mitglied.
Döpp ist verheiratet und hat eine Tochter. Er lebt seit 2007 in Berlin.
In seiner Forschungsarbeit widmet sich Döpp der lateinischen Dichtung von der Antike bis zur Neuzeit. Er beschäftigt sich mit römischen Dichtern der goldenen und silbernen Latinität wie auch der Spätantike (Vergil, Ovid, Claudian) und verfolgt ihre Wirkung und Rezeption in der antiken christlichen, mittel- und neulateinischen Dichtung.
Döpp war Mitherausgeber mehrerer Zeitschriften und Reihen: Hypomnemata (1990–2012), Hermes (1992–2012), Fontes Christiani (1996–2008), Göttinger Forum für Altertumswissenschaft – Beihefte (1999–2007), Texte und Kommentare (2002–2013) und Hermes-Einzelschriften (2003–2014).

## Schriften (Auswahl)
- Virgilischer Einfluß im Werke Ovids. München 1968 (München, Universität, Dissertation, vom 19. Dezember 1968).
- Zeitgeschichte in Dichtungen Claudians (= Hermes. Einzelschriften. Bd. 43). Steiner, Wiesbaden 1980, ISBN 3-515-02950-8, (Teilweise zugleich: München, Universität, Habilitationsschrift, 1977).
- Werke Ovids. Eine Einführung (= dtv 4587, dtv-Wissenschaft). Deutscher Taschenbuch-Verlag, München 1992, ISBN 3-423-04587-6.
- Ioannes Fabricius Montanus. Die beiden lateinischen Autobiographien (= Akademie der Wissenschaften und der Literatur Mainz. Geistes- und Sozialwissenschaftliche Klasse. Abhandlungen der Geistes- und Sozialwissenschaftlichen Klasse. Jg. 1998, Nr. 8). Steiner, Stuttgart 1998, ISBN 3-515-07455-4.
- Virgilius Evangelisans. Zu Praefatio und Prooemium von Alexander Ross' Christias (1638) (= Nachrichten der Akademie der Wissenschaften zu Göttingen. Philologisch-Historische Klasse. Jg. 2000, Nr. 6, ISSN 0065-5287). Vandenhoeck & Ruprecht, Göttingen 2000.
- Aemulatio. Literarischer Wettstreit mit den Griechen in Zeugnissen des ersten bis fünften Jahrhunderts (= Göttinger Forum für Altertumswissenschaft. Beihefte 7). Duehrkohp & Radicke, Göttingen 2001, ISBN 3-89744-148-9.
- Eva und die Schlange. Die Sündenfallschilderung des Epikers Avitus im Rahmen der bibelexegetischen Tradition. Kartoffeldruck-Verlag, Speyer 2009, ISBN 978-3-939526-07-0.
- Neulateinische Wissenschaftspoesie. Ioannes Fabricius Montanus (1527–1566) über Engadiner Heilquellen. Kartoffeldruck-Verlag, Speyer 2012, ISBN 978-3-939526-19-3.
- Vaticinium Lehninense – Die Lehninsche Weissagung. Zur Rezeption einer wirkungsmächtigen lateinischen Dichtung vom 18. bis zum 20. Jahrhundert (= Noctes Neolatinae. 21). Olms, Hildesheim u. a. 2015, ISBN 978-3-487-15239-4.
- Dozenten als neulateinische Dichter. Die Erneuerung der Universität Frankfurt (Oder) unter Kurfürst Joachim II. Kartoffeldruck-Verlag, Speyer 2023, ISBN 978-3-939526-61-2

Herausgeberschaft
- Karnevaleske Phänomene in antiken und nachantiken Kulturen und Literaturen (= Stätten und Formen der Kommunikation im Altertum. 1 = Bochumer altertumswissenschaftliches Colloquium. 13). WVT – Wissenschaftlicher Verlag Trier, Trier 1993, ISBN 3-88476-033-5.
- mit Wilhelm Geerlings: Lexikon der antiken christlichen Literatur. Herder, Freiburg (Breisgau) u. a. 1998, ISBN 3-451-23786-5 (Mehrere deutschsprachige Auflagen; in italienischer Sprache: Dizionario di letteratura cristiana antica. A cura di Celestino Noce. Urbaniana University Press u. a., Rom 2006, ISBN 88-401-5006-4).
- Antike Rhetorik und ihre Rezeption. Symposion zu Ehren von Professor Dr. Carl Joachim Classen D. Litt. Oxon. am 21. und 22. November 1998 in Göttingen. Steiner, Stuttgart 1999, ISBN 3-515-07524-0.
- Catulls Gedichte: Nachschrift einer Vorlesung von Prof. Moriz Haupt 1861/62. Kartoffeldruck-Verlag, Speyer 2024, ISBN 978-3-939526-72-8